# Коцка
Коцка (правилни хексаедар, од грч. hexáedron - тело са шест површина) је један од пет правилних полиедара. Омеђена је са шест страница, квадратних површи спојених тако да образују тело са дванаест дужи (ивица) и осам темена. Коцка је специјалан случај квадра коме су све странице једнаке. Посебне врсте коцке за играње јесу коцкице и Рубикова коцка.

## Уопштење
Коцка K у простору  се може дефинисати помоћу једне тачке  из , дужине ивице коцке a, као и са n вектора  који чине једну позитивно оријентисану ортонормирану базу . Рецимо да је свака ивица коцке K паралелна са тачно једним различитим вектором те базе, као и да тачка A представља почетак координатног система кога граде ови вектори.
Свака тачка  коцке K онда може бити представљена на следећи начин:
{\displaystyle X:A+\sum _{k=1}^{n}{\alpha _{k}\cdot v_{k}},\;\alpha _{k}\in [0,a]}
Уколико се за векторе  узму вектори који чине канонску базу , добија се:
{\displaystyle X:\{x_{i}\in [a_{i},a_{i}+a],\;i=1,...,n\}}

## Формуле
Следе неке од чешће коришћених формула које се везују за коцку.
| Површина                  | {\displaystyle P=6a^{2}\,}                                   |
| Запремина                 | {\displaystyle V=a^{3}\,}                                    |
| Мала дијагонала           | {\displaystyle d=a{\sqrt {2}}}                               |
| Велика дијагонала         | {\displaystyle D=a{\sqrt {3}}}                               |
| Полупречник уписане сфере | {\displaystyle r_{u}={\frac {a}{2}}}                         |
| Полупречник описане сфере | {\displaystyle r_{o}={\frac {D}{2}}=a{\frac {\sqrt {3}}{2}}} |

## Ортогоналне пројекције
Коцка има четири посебне ортогоналне пројекције, центриране, на темену, ивицама, лицу и нормално на њену фигуру темена. Први и трећи одговарају A2 и B2 Коксетеровим равнима.
| Центриране са          | Лице | Теме |
| ---------------------- | ---- | ---- |
| Коксетерове равни      | B2   | A2   |
| Пројективноа симетрија | [4]  | [6]  |
| Нагнути погледи        |      |      |

## Сферно поплочавање
Коцка се такође може представити као сферна плочица, и пројектована на раван путем стереографске пројекције. Ова пројекција је конформна, чува углове, али не и површине или дужине. Праве на сфери се пројектују као кружни лукови на раван.
|                        |                          |
| Ортографска пројекција | Стереографска пројекција |

## Декартове координате
За коцку са центром у координатном пореклу, са ивицама паралелним са осама и са дужином ивице од 2, картезијанске координате врхова су
(±1, ±1, ±1)
док се унутрашњост састоји од свих тачака (x0, x1, x2) са −1 < xi < 1 за свако i.

## Уједначене боје и симетрија
Коцка има три уједначене обојења, назване бојама квадрата око сваког темена: 111, 112, 123.
Коцка има четири класе симетрије, које се могу представити темено-транзитивним бојењем лица. Највиша октаедарска симетрија Oh има сва лица исте боје. Диедрална симетрија D4h долази од тога што је коцка чврста, са свих шест страна различите боје. Призматични подскуп D2d има истo обојење као и претходни, а D2h има наизменичне боје за своје стране за укупно три боје, упарене са супротних страна. Сваки облик симетрије има другачији Витофов симбол.
| Име                         | Регуларни хексаедар | Квадратна призма | Правоугаона трапезопризма | Правоугаони кубоид | Ромбна призма    | Тригонални трапезоедар |
| --------------------------- | ------------------- | ---------------- | ------------------------- | ------------------ | ---------------- | ---------------------- |
| Коксетеров дијаграм         |                     |                  |                           |                    |                  |                        |
| Шафлијев симбол             | {4,3}               | {4}×{ } rr{4,2}  | s2{2,4}                   | { }3 tr{2,2}       | { }×2{ }         |                        |
| Вајтофов симбол             | 3 \| 4 2            | 4 2 \| 2         |                           | 2 2 2 \|           |                  |                        |
| Симетрија                   | Oh [4,3] (*432)     | D4h [4,2] (*422) | D2d [4,2+] (2*2)          | D2h [2,2] (*222)   | D2h [2,2] (*222) | D3d [6,2+] (2*3)       |
| Ред симетрије               | 24                  | 16               | 8                         | 8                  | 8                | 12                     |
| Слика (једнобразно обојење) | (111)               | (112)            | (112)                     | (123)              | (112)            | (111), (112)           |

## Геометријски односи
Коцка има једанаест мрежа (једна приказана изнад): то јест, постоји једанаест начина да се шупља коцка спљошти сечењем седам ивица. Да би се обојила коцку тако да ниједна суседна лица нема исту боју, требале би најмање три боје.
Коцка је ћелија јединог правилног поплочавања тродимензионалног еуклидског простора. Такође је јединствен међу Платоновим телима по томе што има лица са парним бројем страна и, сходно томе, једини је члан те групе који је зоноедар (свако лице има тачку симетрију).
Коцка се може исећи на шест идентичних квадратних пирамида. Ако се ове квадратне пирамиде затим причврсте на лица друге коцке, добија се ромбични додекаедар (са паровима компланарних троуглова комбинованих у ромбичне површине).

## Повезани полиедри
Количник коцке са Антиподалом мапом даје пројективни полиедар, хемикуб.
Ако оригинална коцка има дужину ивице 1, њен двоструки полиедар (октаедар) има дужину ивице {\displaystyle \scriptstyle {\sqrt {2}}/2}.
Коцка је посебан случај у различитим класама општих полиедара:
| Име                                 | Једнаке дужине ивица? | Једнаки углови? | Прави углови? |
| ----------------------------------- | --------------------- | --------------- | ------------- |
| Коцка                               | Да                    | Да              | Да            |
| Ромбоедар                           | Да                    | Да              | Не            |
| Кубоид                              | Не                    | Да              | Да            |
| Паралелепипед                       | Не                    | Да              | Не            |
| четвороугаоно окренут хексаедар\|Не | Не                    | Не              |               |

Темена коцке се могу груписати у две групе по четири, од којих свака формира правилан тетраедар; уопштеније, ово се назива демикуб. Ова два заједно формирају правилно спајање, стела октангула. Пресек ова два формира правилан октаедар. Симетрије правилног тетраедра одговарају симетрији коцке која сваки тетраедар пресликава на себе; остале симетрије коцке пресликавају то двоје једно на друго.

### Једнолично саће и полихори
То је елемент од 9 од 28 конвексног једноликог саћа:
| Кубично саће ·           | Одсечено квадратно призматично саће · | Окресани квадратно призматично саће · | Издужено троугласто призматично саће   | Жироиздужено троугласто призматично саће |
|                          |                                       |                                       |                                        |                                          |
| Кантелирано кубно саће · | Кантизарубљено кубично саће ·         | Рансизарубљено кубично саће ·         | Рансинирано наизменично кубично саће · |                                          |
|                          |                                       |                                       |                                        |                                          |

Такође је елемент пет четвородимензионалних униформних полихора:
| Тесеракт · | Кантелирана 16-ћелија · | Рансинирани тесеракт · | Кантизарубљена 16-ћелија · | Рансизарубљена 16-ћелија · |
|            |                         |                        |                            |                            |